# 鈴木達治郎
鈴木 達治郎（すずき たつじろう、1951年4月9日 - ）は、日本の原子力工学者。長崎大学核兵器廃絶研究センター副センター長・教授、前センター長。元内閣府原子力委員会委員長代理（常勤）。
2025年1月、パグウォッシュ会議の執行委員会委員長に選任された。同年3月に長崎大学を勇退。4月から、NPO法人のピースデポの代表を務める。

## 経歴・人物
大阪府生まれ。1970年灘高等学校卒業。1975年東京大学工学部原子力工学科卒業。1978年マサチューセッツ工科大学プログラム修士修了。工学博士（東京大学）。専門は原子力政策、科学技術政策。
株式会社ボストン・コンサルティング・グループ、財団法人工業開発研究所国際エネルギー政策フォーラム、マサチューセッツ工科大学エネルギー環境政策研究センター、同国際問題センターに勤務、財団法人電力中央研究所社会経済研究所研究参事、東京大学公共政策大学院客員教授を歴任。
2010年1月1日、原子力委員会委員（常勤）に就任。同年1月12日に開催された同年第1回の定例会合において、原子力委員会設置法第4条第2項の規定に基づき、委員長代理に指名される。2011年11月17日、原発推進側だけを集めた原子力委員会の「秘密会議」に出席した、と毎日新聞によって報じられた。2012年6月5日の原子力委員会定例会議において、「（使用済み核燃料の）全量再処理からの撤退を明確化した方がいい」「高速増殖炉の実用化が不確実で、（核燃料サイクル政策に）積極的な合理性は見当たらない」等と述べた。
2012年12月31日、原子力委員会委員としての3年間の任期が満了するが、後任者の任命手続きが行われていなかったため、原子力委員会設置法第6条第3項の規定に基づき、引き続き原子力委員会委員に在任する。後任者の任命手続きが行われたことにより、2014年3月31日に原子力委員会委員を退任。
2014年4月、長崎大学から同大学の核兵器廃絶研究センター副センター長・教授に招聘され、同年4月17日就任。2015年4月1日、前センター長の退職に伴い、2代目のセンター長に昇格就任。2019年4月1日、後任のセンター長が就任したことに伴い、副センター長に復帰。
国際的な科学者団体「パグウォッシュ会議」評議員を2007年から2009年に続き、2014年4月より再び務める。2015年11月に長崎で開かれた第61回パグウォッシュ会議世界大会では組織委員長を務めた。2016年11月、パグウォッシュ会議の国内組織、日本パグウォッシュ会議が常設の執行部を有する体制に強化して初の総会を開催したのを機に代表に就任。
2019年日本軍縮学会会長。
2025年1月、「パグウォッシュ会議」の役員に日本人で初めて就任し、「執行委員会委員長」(Chair of the Pugwash Executive Committee)に選ばれた。同年3月には11年務めた長崎大学を勇退した。4月からは、「NPO法人 ピースデポ」の 代表を務めている。大阪出身であるのでプロ野球の阪神ファンとして応援する余裕ができたという。

## 著作
主要共著書
- 『どうする日本の原子力 21世紀への提言』（日刊工業新聞社、1998年11月／共著）
- 『いま平和とは何か 平和学の理論と実践』（グローバル時代の平和学第1巻）（法律文化社、2004年7月／共著）
- 『企業体制 下』（現代日本企業第2巻）（有斐閣、2005年12月／共著）
- 『環境と生命』（融ける境超える法第5巻）（東京大学出版会、2005年12月／共著）
- 『エネルギー技術の社会意思決定』（日本評論社、2007年8月／共編著）
- 『科学技術ガバナンス』（未来を拓く人文・社会科学シリーズ1）（東信堂、2007年10月／共著）
- 『科学技術の公共政策』（中央大学出版部、2008年1月／共著）
- 『政治空間の変容と政策革新6 科学技術のポリティクス』（東京大学出版会、2008年7月／共著）
- 『エネルギー・環境 100の大誤解』（コロナ社、2009年3月／共編著）
- 『日本の未来社会 エネルギー・環境と技術・政策』（東信堂、2009年11月／共編著）
- 『新通史 日本の科学技術第1巻 世紀転換期の社会史 1995年～2011年』（原書房、2011年9月／共著）
- 『持続可能な未来のために 原子力政策から環境教育,アイヌ文化まで』（北海道大学出版会、2012年12月／共著）
- 『高レベル放射性廃棄物の最終処分について』（学術会議叢書21）（日本学術協力財団、2014年11月／共著）
- 『アメリカは日本の原子力政策をどうみているか』（岩波ブックレットNo.958）（岩波書店、2016年10月／共編）
- 『核のない世界への提言 核物質から見た核軍縮』（RECNA叢書2）（法律文化社、2017年3月／監訳）
- 『決定版 原発の教科書』（新曜社、2017年9月／共著）
- 『核兵器と原発 日本が抱える「核」のジレンマ』（講談社現代新書2458）（講談社、2017年12月／著）
- 『核の脅威にどう対処すべきか 北東アジアの非核化と安全保障』（RECNA叢書3）（法律文化社、2018年3月／共著）
- 『こんなに恐ろしい核兵器』全2巻（ゆまに書房、2018年12月～2019年1月／共著）

## 論文・寄稿文
- 『米国におけるプルトニウム技術の研究開発プログラム・ダイナミックスの分析』, 工学博士, 東京大学, 乙第8885号, 1988年5月19日, NAID 500000061784
- 馬場健司, 木村宰, 鈴木達治郎「風力発電の立地プロセスにおけるアクターの参加の場と意思決定手続き」『社会技術研究論文集』第2号、社会技術研究会、2004年、68-77頁、doi:10.3392/sociotechnica.2.68、ISSN 1349-0184、NAID 130000064390。
- 田邉朋行, 鈴木達治郎「米国の原子力安全規制における内部告発制度の実態とわが国への示唆」『電力経済研究』第49号、電力中央研究所経済社会研究所、2003年3月、11-27頁、ISSN 03870782、NAID 40005797314。
- 馬場健司, 木村宰, 鈴木達治郎「ウィンドファームの立地に係わる環境論争と社会意思決定プロセス」『社会技術研究論文集』第3号、社会技術研究会、2005年、241-258頁、doi:10.3392/sociotechnica.3.241、ISSN 1349-0184、NAID 130000064377。
- 鈴木達治郎「核燃料サイクル多国間管理構想(MNA) : 背景分析と実現に向けての課題」『日本原子力学会誌』第49巻第6号、日本原子力学会、2007年6月、402-409頁、doi:10.3327/jaesjb.49.6_402、ISSN 00047120、NAID 10018762964。
- 鈴木達治郎, 城山英明, 武井摂夫「安全規制における「独立性」と社会的信頼―米国原子力規制委員会を素材として」『社会技術研究論文集』第4号、社会技術研究会、2006年、161-168頁、doi:10.3392/sociotechnica.4.161、ISSN 1349-0184、NAID 130000064251。
- 寿楽浩太, 大川勇一郎, 鈴木達治郎「原子力をめぐる社会意思決定プロセスの検討:巻町と北海道の発電所立地事例研究」『社会技術研究論文集』第3号、社会技術研究会、2005年、165-174頁、doi:10.3392/sociotechnica.3.165、ISSN 1349-0184、NAID 130000064370。
- 鈴木達治郎, 武井摂夫, 城山英明「原子力安全規制における第三者機関の役割―日仏米の国際比較と制度設計への示唆」『社会技術研究論文集』第2号、社会技術研究会、2004年、275-284頁、doi:10.3392/sociotechnica.2.275、ISSN 1349-0184、NAID 130000064410。
- 鈴木達治郎, 長野浩司「米国 MIT 報告書「原子力の将来」とその意味」『エネルギー・資源』第25巻第1号、2004年1月、88-89頁、ISSN 02850494、NAID 10012481969。
- 鈴木達治郎「巨大システム技術の継承に関する理論的考察--高速炉開発への応用」『電力経済研究』第38号、電力中央研究所経済研究所、1997年8月、17-30頁、ISSN 03870782、NAID 40002568611。
- 鈴木達治郎「提言 エネルギー技術導入の社会意思決定プロセス」『エネルギー』第38巻第11号、日本工業新聞社、2005年11月、19-23頁、ISSN 02855437、NAID 40007003934。
- 鈴木達治郎「核燃料サイクルの見直しは避けられない」『世界』第889号、岩波書店、2016年12月、212-220頁、ISSN 0582-4532、NAID 40020978978。
- 鈴木達治郎「原子力をめぐる世界の潮流 (特集:原子力--新たな地平)」『国際資源』第321号、国際資源問題研究会、2001年9月、11-17頁、ISSN 02883163、NAID 40004025617。
- 鈴木達治郎「28pEB-3 原子力政策の将来像(28pEB 物理と社会シンポジウム:物理学者と原子力政策,物理と社会)」『日本物理学会講演概要集』第68巻、日本物理学会、2013年、174頁、doi:10.11316/jpsgaiyo.68.1.1.0_174_2、NAID 110009643056。
- 鈴木達治郎「今後の高レベル放射性廃棄物 (HLW) 処分への取り組みについて」『学術の動向』第18巻第6号、日本学術協力財団、2013年、6_14-6_19、doi:10.5363/tits.18.6_14、ISSN 1342-3363、NAID 130004747121。
- 鈴木達治郎, 谷口武俊, 横山速一, 松井一秋, 尾形圭史「欧米電力企業における原子力技術の維持・継承戦略」『エネルギーシステム・経済・環境コンファレンス講演論文集』第19巻、2003年1月、47-52頁、NAID 10021966238。
- 澤田哲生, 鈴木達治郎「データが語る原子力の世論―10年にわたる継続調査技術者倫理と法工学」『日本原子力学会誌』第46巻第10号、日本原子力学会、2004年、742-742頁、doi:10.3327/jaesj.46.742、ISSN 0004-7120、NAID 130007584402。
- 飯田哲也, 池田啓宏, 加藤秀樹, 木下理英, 鈴木達治郎, 山地憲治「「エネルギー政策基本法案」を問う」『環境技術』第31巻第4号、環境技術学会、2002年4月、315-319頁、doi:10.5956/jriet.31.315、ISSN 03889459、NAID 10010242432。
- 鈴木達治郎「高速炉サイクル，学会で公正で客観的な検証を」『日本原子力学会誌ATOMOΣ』第58巻第12号、日本原子力学会、2016年、713-714頁、doi:10.3327/jaesjb.58.12_713、ISSN 1882-2606、NAID 130007799921。
- 鈴木達治郎「核廃絶に真剣に取り組もう : パグウォッシュ会議評議員に就任して思うこと」『日本原子力学会誌』第50巻第3号、日本原子力学会、2008年3月、136-137頁、doi:10.3327/jaesjb.50.3_136、ISSN 18822606、NAID 10020188608。
- 鈴木達治郎「自然科学系における「政策」教育の意義と難しさ」『年次学術大会講演要旨集』第23号、研究・技術計画学会、2008年10月、419-421頁、NAID 120006674146。
- 鈴木達治郎「今後の高レベル放射性廃棄物の処分に係る取り組みについて」『学術の動向』第21巻第6号、日本学術協力財団、2016年、6_22-6_27、doi:10.5363/tits.21.6_22、ISSN 1342-3363、NAID 130005420476。
- 鈴木達治郎「「もんじゅ」が提示する巨大システム事故の教訓」『世界週報』第77巻第6号、時事通信社、1996年2月、32-33頁、ISSN 09110003、NAID 40002143145。
- 鈴木達治郎, 中岡章「強靭なエネルギー政策をめざして : 5つの提言(今後のエネルギー供給の課題)」『日本機械学会関東支部総会講演会講演論文集』第2004巻、日本機械学会、2004年、31-32頁、doi:10.1299/jsmekanto.2004.10.31、NAID 110004058535。
- 鈴木達治郎「原子力政策の展望 : 「負の遺産」清算を柱に (特集 原子力産業の終焉)」『世界』第922号、岩波書店、2019年7月、160-167頁、ISSN 0582-4532、NAID 40021904082。
- 青島矢一, 井川陽次郎, 大野晋, 田邊朋行, 鈴木達治郎「品質保証や保安責任に形骸化がなかったか」『日本原子力学会誌』第46巻第11号、日本原子力学会、2004年11月、780-786頁、doi:10.3327/jaesj.46.780、ISSN 00047120、NAID 10013554133。
- 鈴木達治郎「3.11以後の原子力政策課題」『環境情報科学』第41巻第1号、環境情報科学センター、2012年3月、63-70頁、ISSN 03896633、NAID 10030121538。

## 出演
- 全国無料テレビ BS11、2024-05-01公開。44分02秒の動画映像。

【映画『オッペンハイマー』を読み解く】鈴木 達治郎（長崎大学核兵器廃絶研究センター教授）VTR：フランク・フォンヒッペル（物理学者 ／ 米プリンストン大学名誉教授）インサイドOUT　4月26日（金） - YouTube　

### ネット番組
- ポリタスTV（YouTube、2020年10月13日）